# Bacino sedimentario
Con  bacino sedimentario si intende un'area sulla superficie terrestre formatasi per effetto della subsidenza, in cui si possono successivamente accumulare i sedimenti.
Si possono distinguere vari tipi di bacini sedimentari, che si differenziano per l'ambiente in cui si sviluppano, per la loro capacità di accumulare sedimenti e per la loro longevità.

## Meccanismi di subsidenza
La capienza di un bacino sedimentario è direttamente controllata dalla subsidenza. Nei bacini si possono distinguere 4 tipi principali di subsidenza:
- Assottigliamento crostale, presente principalmente in ambienti divergenti, ma si può trovare per traspressione e trastensione anche in ambienti convergenti e trasformi.
- Raffreddamento litosferico, tipico di ambienti marini, dove si ha contrazione per raffreddamento.
- Carico sedimentario, si verifica quando l'aumento di peso dato dai sedimenti causa il cedimento della crosta e conseguente subsidenza.
- Carico tettonico, subsidenza causata dalle variazioni delle spinte tettoniche.

## Classificazione dei bacini
I bacini possono si possono classificare in base a 3 caratteristiche:
| Tipo di substrato    | Distanza dai limiti di placca | Tipo di margine     |
| -------------------- | ----------------------------- | ------------------- |
| Crosta continentale  | Intraplacca                   | margine divergente  |
| Crosta oceanica      | Lungo i margini               | margine convergente |
| crosta transizionale |                               | margine trasforme   |

I bacini si dividono quindi in:
| Contesto divergente            | Contesto convergente | Contesto trasforme  |
| ------------------------------ | -------------------- | ------------------- |
| Valle in rift terrestre        | Fosse oceaniche      | Bacini trastensivi  |
| Rift proto-oceanici            | Trench slope basin   | Bacini traspressivi |
| Rialzi e terrazzi continentali | Bacini di avanarco   |                     |
| Continental embankment         | Bacini intra-arco    |                     |
| Rift falliti                   | Bacini di retroarco  |                     |
| Bacini intracratonici          | Bacini di avampaese  |                     |
| Bacini oceanici                |                      |                     |
| Isole oceaniche                |                      |                     |